# Melanis vidali
Melanis vidali is een vlindersoort uit de familie van de prachtvlinders (Riodinidae), onderfamilie Riodininae.
Melanis vidali werd in 1891 beschreven door Dognin.